# Thomas Young (révolutionnaire américain)
Pour les articles homonymes, voir Young et Thomas Young (homonymie).
Thomas Young, né le 19 février 1731, mort à Philadelphie (Pennsylvanie) le 24 juin 1777, est un patriote pendant la guerre d'indépendance des États-Unis.
Le 16 décembre 1773, il est le seul participant à la Boston Tea Party à ne pas être déguisé en amérindien de la tribu iroquoise des Agniers.
Il est le premier signataire de l'acte constitutif des Fils de la Liberté.